# Benno Sonsalla
Benno Sonsalla OFM (* 26. August 1888 in Chrosczütz, Landkreis Oppeln, Provinz Schlesien; † 24. März 1945 in Neisse, Landkreis Neisse, Provinz Niederschlesien) war ein deutscher römisch-katholischer Geistlicher, Franziskaner und Märtyrer.

## Leben
August Sonsalla besuchte ab 1902 die Klosterschule im Kloster der  Schlesischen Franziskanerprovinz in Breslau-Carlowitz. Dort wurde er am 8. April 1907 eingekleidet und erhielt den Ordensnamen Benno (nach Benno von Meißen). Die Hochschulreife erwarb er 1911 am Katholischen Gymnasium in Glatz in der Grafschaft Glatz. Anschließend studierte er Katholische Theologie, Französisch und Kunstgeschichte an der Universität Breslau. Am 18. Juni 1914 wurde er zum Priester geweiht.
Von 1914 bis 1916 leistete er Kriegsdienst als Militärkrankenwärter in  Ohlau. 1916 setzte er sein Studium fort. 1919 wurde er nach Groß Borek versetzt, 1921 nach Neisse, wo er am Seraphischen Kolleg als Präfekt und Französischlehrer wirkte. 1936–1939 war er Definitor der Schlesischen Franziskanerprovinz, ab 1941 Guardian des Klosters Neisse.
Nach der Besetzung Neisses durch die Rote Armee im Frühjahr 1945 wurde Pater Benno am 24. März 1945 zusammen mit fünf Mitbrüdern von Rotarmisten durch Kopfschuss ermordet und auf dem Klosterfriedhof beigesetzt.

## Gedenken
Die deutsche Römisch-katholische Kirche hat Benno Sonsalla als Märtyrer aus der Zeit des Nationalsozialismus in das Deutsche Martyrologium des 20. Jahrhunderts aufgenommen.